# Sterling Holloway
Sterling Price Holloway, Jr., född 4 januari 1905 i Cedartown i Georgia, död 22 november 1992 i Los Angeles i Kalifornien, var en amerikansk skådespelare och röstskådespelare. Holloway är främst känd för att ha lånat ut sin röst till många av Disneys filmer, framför allt som berättarröst, till exempel i Walt Disneys Peter och vargen. Holloways mest kända roller är som Nalle Puh, Smilkatten i Alice i Underlandet och som ormen Kaa i Djungelboken, båda i Disneys versioner.

## Filmografi i urval
- En kväll att minnas (1940)
- Vi behöver varann (1941)
- Dumbo (1941) (röst)
- Bambi (1942) (röst)
- Tre Caballeros (1944) (röst)
- Spela för mig (1946) (röst)
- Alice i Underlandet (1951) (röst)
- Huckleberry Finns äventyr (1960)
- En ding, ding, ding, ding värld (1963)
- Djungelboken (1967) (röst)
- Älska mig lite (1968)
- Aristocats (1970) (röst)
- Filmen om Nalle Puh (1977) (röst)